# Frontera
|  | Per a altres significats, vegeu «Bultaco Frontera». |

Una frontera és el límit geogràfic imaginari entre dos països. També es consideren fronteres les zones d'accés d'aeroports o ports, ja que esdevenen els límits aeris i marítims del país.
Abans de l'establiment de fronteres precises, hi havia terres neutrals entre els diferents territoris i els elements del relleu físic, com les muntanyes o els rius, actuaven de barrera entre les comunitats. Moltes fronteres es van traçar per la força, sense comptar amb el beneplàcit de la població (com va passar amb Àfrica amb els acords de 1885) i dividint ètnies i nacions. Aquest fet ha estat la causa de nombroses guerres al llarg de la història. Altres conflictes es deuen al desig d'expansió d'un país, que viola la frontera amb un altre, o la manca d'accés a recursos, com mines o el mar, que poden portar a envair els Estats veïns. Per acabar, determinades zones poden establir noves fronteres a l'interior de l'antic Estat un cop aconseguida la independència.
A les fronteres sol haver-hi un control d'entrada i de sortida de persones i mercaderies, per mirar de frenar la immigració il·legal. És usual l'establiment de duanes que fan pagar els comerciants taxes per fer entrar productes estrangers (excepte a les zones de lliure comerç com la Unió Europa amb l'espai Schengen). Per burlar aquests controls històricament ha estat freqüent el contraban i el tràfic organitzat. La frontera sovint té conseqüències sobre la població: per exemple, accentua la divisió lingüística i cultural.
Pràcticament en tots els països hi ha fronteres.

## Història
Al món pre-modern, el terme frontera era vague i es podia referir a qualsevol banda del límit, per la qual cosa calia especificar-ne una part amb el límit o la frontera. Durant l'època medieval, el control del govern va disminuir freqüentment les persones que van aconseguir de la capital, per tant, la frontera (sobretot un terreny intransitable) va atreure molts foragits, allà els indrets van trobar simpatitzants.

## Fronteres

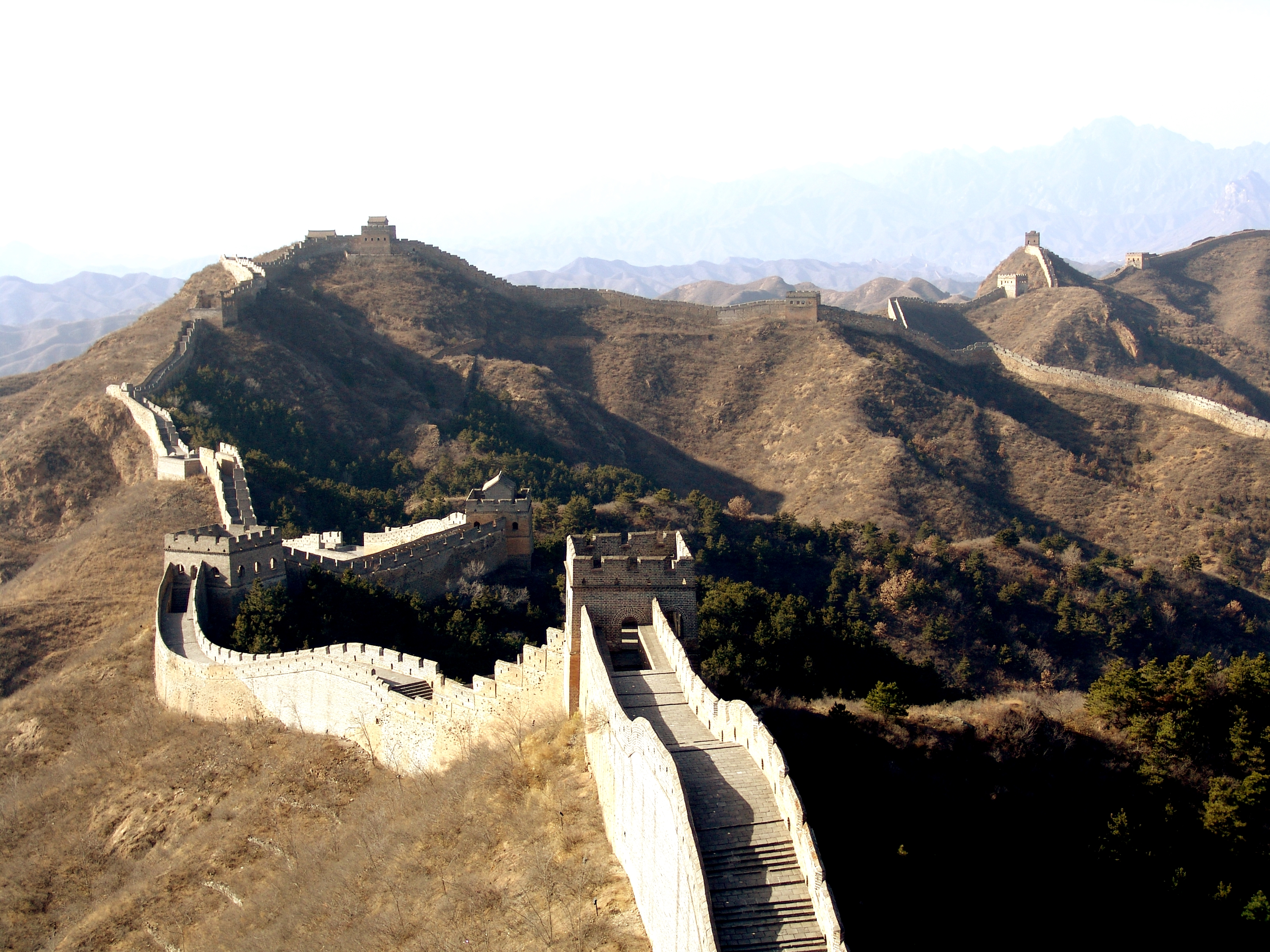
L'objectiu de la Gran Muralla de la Xina era impedir que persones i militars travessessin la frontera nord de la Xina. Avui és una frontera reliquial.

En el passat, moltes fronteres no eren línies clarament definides; En canvi, sovint hi havia àrees d'intervenció sovint reivindicades i lluitades per ambdues parts, de vegades anomenades marques. En els temps moderns, la zona neutral Iraq-Aràbia Saudita va ser el 1922 al 1991 i la zona neutral Kuwait-Aràbia Saudita des del 1922 fins al 1970. En els temps moderns, les terres marques han estat substituïdes per unes fronteres clarament definides i demarcades. A efectes del control de fronteres, els aeroports i els ports marítims també es classifiquen com a fronteres. La majoria dels països tenen una forma de control de fronteres per regular o limitar la circulació de persones, animals i mercaderies cap al país i cap a fora. En virtut del dret internacional, a cada país se li permet legislar les condicions que s'han de complir per creuar les seves fronteres i evitar que les persones travessin les seves fronteres en violació d'aquestes lleis.

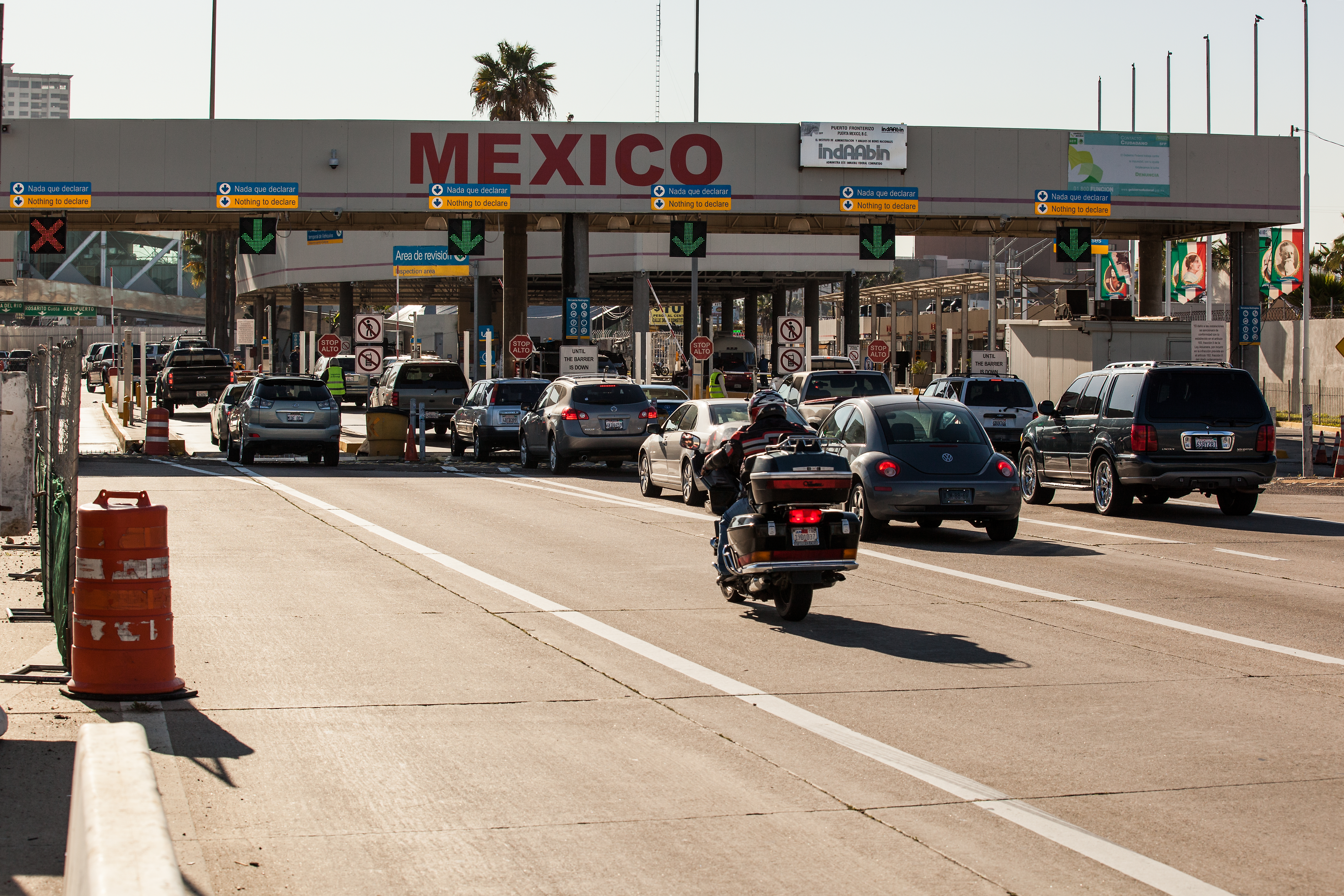
La frontera entre els Estats Units i Mèxic és la més transitada del món.

Algunes fronteres requereixen la presentació de tràmits legals com passaports i visats, o altres documents d'identitat, per a que les persones passin les fronteres. Per mantenir-se o treballar dins de les fronteres d'un país, els estrangers (persones estrangeres) poden necessitar documents o permisos especials d'immigració; però la tinença d'aquests documents no garanteix que la persona pugui passar la frontera.
El trasllat de mercaderies a través d'una frontera requereix sovint el pagament de l'impostos especials, sovint cobrat pels funcionaris duaners. Els animals (i ocasionalment els humans) que es desplacen a través de les fronteres poden necessitar entrar en quarantena per evitar la propagació de malalties infeccioses exòtiques. La majoria de països prohibeixen transportar drogues il·legals o animals en perill d'extinció a les seves fronteres. El trasllat de mercaderies, animals o persones il·legalment a través d'una frontera, sense declarar-les, ni sol·licitar permís, ni defugir deliberadament la inspecció oficial, constitueix contrabant. També es poden fer controls sobre la validesa de l'assegurança de responsabilitat civil i altres tràmits.
En llocs on el problema del contrabant, la migració i la infiltració són un problema, molts països fortifiquen les fronteres amb tanques i barreres i institueixen procediments formals de control de fronteres. Aquests es poden estendre cap a l'interior, com als Estats Units on el servei de protecció de duanes i protecció fronterera dels Estats Units té la jurisdicció d'operar fins a 100 quilòmetres des de qualsevol terra o marítim. D'altra banda, algunes fronteres estan simplement senyalitzades. Això és comú als països de l'Espai Europeu de Schengen i a les seccions rurals de la frontera entre el Canadà i els Estats Units. Fins i tot, les fronteres poden estar completament senyalitzades, normalment en regions remotes o boscoses; sovint aquestes fronteres es descriuen com "poroses". La migració dins de les fronteres territorials, i fora d'elles, va representar un antic i establert patró de moviment als països africans, a la recerca de treball i menjar, i a mantenir lligams amb els parents que s'havien desplaçat a través de les fronteres anteriorment poroses de les seves terres. Quan es van traçar les fronteres colonials, els països occidentals van intentar obtenir un monopoli sobre el reclutament de mà d'obra en molts països africans, cosa que va alterar el context pràctic i institucional en què s'havien seguit els antics patrons migratoris, i alguns podrien argumentar, encara avui se segueixen. Les fronteres eren especialment poroses per al moviment físic dels migrants, i les persones que viuen a les zones frontereres mantenien fàcilment les xarxes culturals i socials transnacionals.
Una frontera pot haver estat:
- Acordat pels països de les dues parts
- Imposat pel país per un costat
- Imposat per tercers, p. una conferència internacional
- Heretat d'un estat anterior, poder colonial o territori aristocràtic
- Heretat d'una antiga frontera interna, com per exemple dins de l'antiga Unió Soviètica
- Mai formalment definit.

A més, una frontera pot constituir una línia de cessament del foc militar de facto.

## Política

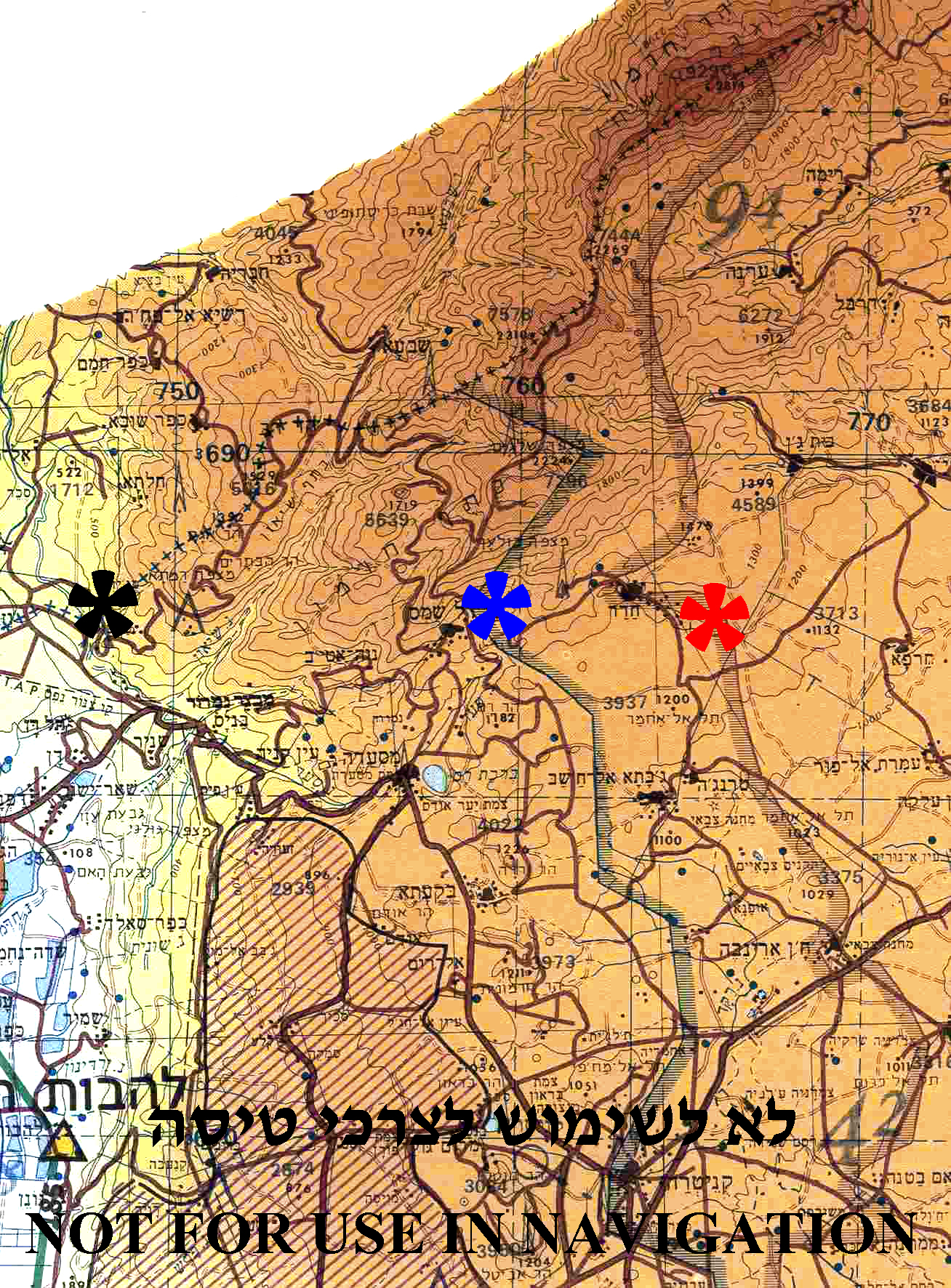
Fronteres entre Israel, Síria i el Líban a la regió del Mont Hermon. La línia blava entre Israel i el Líban, marcada per un asterisc negre. Retirada primera línia israeliana amb Síria (1974), marcada per un asterisc blau. Retirada primera línia siriana amb Israel (1974), marcada per un asterisc vermell.

Les fronteres polítiques tenen una varietat de significats per a aquells a qui afecten. Moltes fronteres del món tenen punts de control on els agents de control de fronteres inspeccionen persones i/o mercaderies que creuen la frontera.
A gran part d'Europa, els controls a les persones van ser abolits per l'Acord de Schengen de 1985 i la legislació posterior de la Unió Europea. Des del Tractat d'Amsterdam, la competència per aprovar lleis sobre el pas de fronteres internes i externes dins de la Unió Europea i els estats associats de l'espai Schengen (Islàndia, Noruega, Suïssa i Liechtenstein) recau exclusivament en la jurisdicció de la Unió Europea, excepte quan els estats han fet ús d'un dret específic d'exclusió (Regne Unit i Irlanda, que mantenen l'àrea comuna de viatge entre ells).
Els Estats Units han augmentat notablement les mesures adoptades en el control de fronteres a la frontera entre el Canadà i els Estats Units i la frontera entre els Estats Units i Mèxic durant la seva guerra contra el terrorisme (vegeu Shantz 2010). Un escriptor nord-americà ha dit que els 3.600 km de frontera entre els Estats Units i Mèxic és probablement "la frontera més llarga del món entre un país del Primer Món i un del Tercer Món".
Les fronteres històriques com la Gran Muralla de la Xina, la Línia Maginot i la Muralla d'Adrià han jugat molts papers i han estat marcades de diferents maneres. Mentre que els murs de pedra, la Gran Muralla Xina i el Mur d'Adrià romà a Gran Bretanya tenien funcions militars, la totalitat de les fronteres romanes eren molt poroses, fet que fomentava l'activitat econòmica romana amb els veïns. D'altra banda, una frontera com la Línia Maginot era totalment militar i estava destinada a impedir qualsevol accés a França en la que havia de ser la Segona Guerra Mundial per part del seu veí, Alemanya; Alemanya va acabar donant la volta a la Línia Maginot per Bèlgica tal com ho havia fet a la Primera Guerra Mundial.

## Classificació

### Border Art
Border art (de l'anglès), en català, l'art fronterer és una pràctica d'art contemporani arrelada a l'experiència sociopolítica, com les de les fronteres entre Estats Units i Mèxic o la frontera. Des de la seva concepció a mitjans dels anys 80, aquesta pràctica artística ha ajudat en el desenvolupament de preguntes al voltant de la pàtria, les fronteres, la vigilància, la identitat, la raça, l'ètnia i l'origen(s) nacional.
El Border Art com a pràctica artística conceptual, tanmateix, obre la possibilitat als artistes d'explorar preocupacions similars d'identitat i orígens nacionals, però la ubicació no és específica de la frontera amb els Estats Units amb Mèxic. Una frontera pot ser una divisió, dividint grups de persones i famílies. Les fronteres poden incloure, però no es limiten a la llengua, la cultura, la classe social i econòmica, la religió i la identitat nacional. A més d'una divisió, una frontera també pot concebre una zona fronterera que pugui crear una comunitat cohesionada separada de les cultures i identitats principals representades a les comunitats allunyades de les fronteres, com la frontera Tijuana-San Francisco entre Mèxic i els Estats Units.
L'art de frontera es pot definir com un art que es crea en referència a qualsevol nombre de límits físics o imaginats. Aquest art no es pot limitar a qüestions socials, polítiques, físiques, emocionals i / o nacionalistes. L'art fronterer no es limita a un mitjà en concret. Els artistes de frontera solen abordar la politització forçada dels cossos humans i de la terra física i les separacions arbitràries, però increïblement nocives, creades per aquestes fronteres i aquests límits. Aquests artistes solen ser ells mateixos "creuadors de fronteres". Poden traspassar les fronteres de l'art tradicional (a través d'actuació, vídeo o una combinació de suports). Poden ser alhora artistes i activistes, existint en diversos papers socials alhora. Molts artistes fronterers desafien classificacions fàcils en la seva pràctica i treball artístic.

### Fronteres polítiques
Les fronteres polítiques s'imposen al món mitjançant l'agència humana. Això vol dir que, tot i que una frontera política pot seguir un riu o una serralada, aquesta característica no defineix automàticament la frontera política, tot i que pot ser una barrera física important per a la travessa.
Les fronteres polítiques sovint es classifiquen segons si segueixen o no característiques físiques del món.

### Fronteres naturals

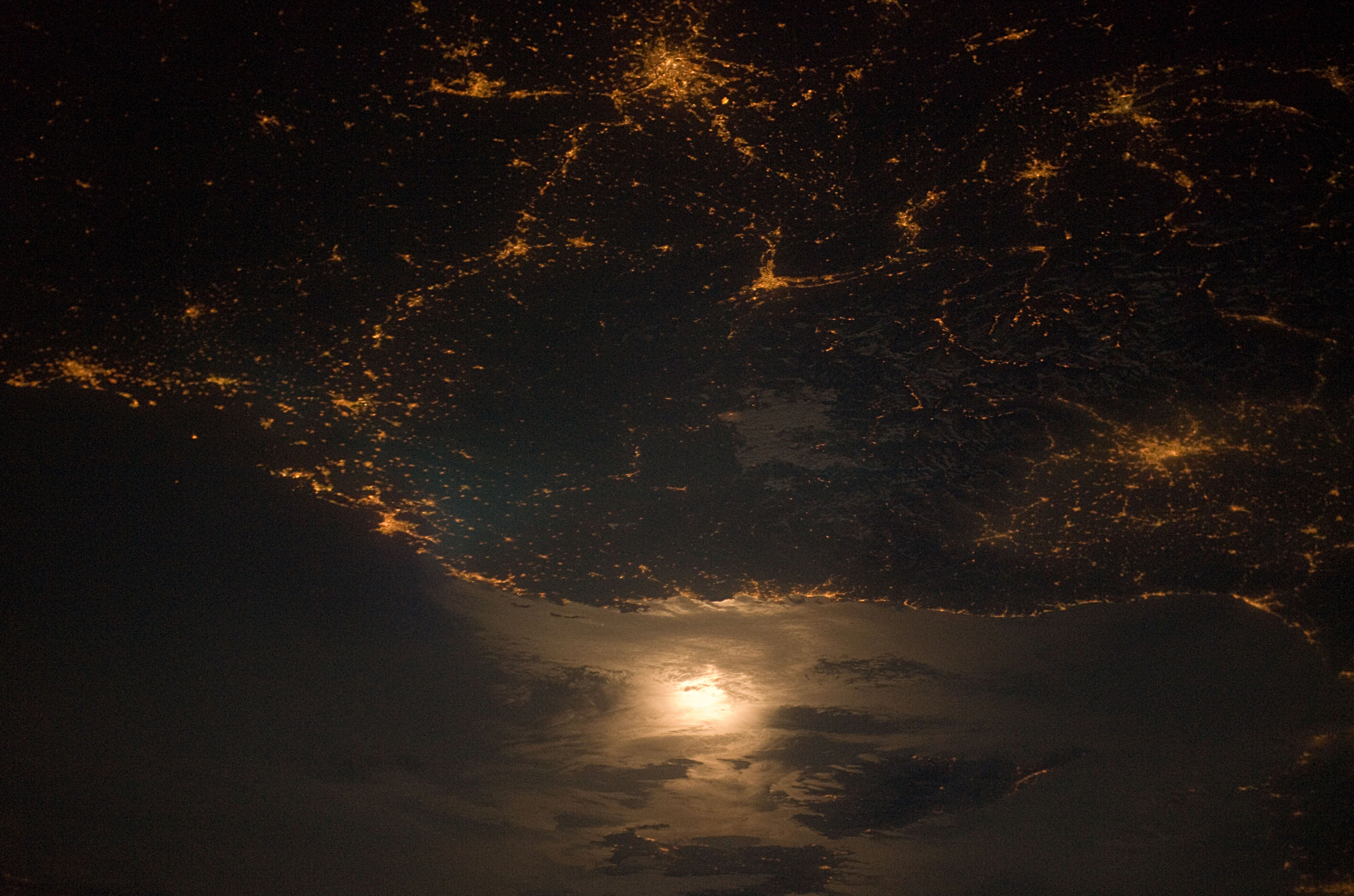
Una fotografia de la frontera França-Itàlia de nit. L'extrem sud-oest dels Alps separa els dos països.

Les fronteres naturals són característiques geogràfiques que presenten obstacles naturals a la comunicació i al transport. Les fronteres polítiques existents sovint són una formalització d'aquests obstacles naturals històrics.
Alguns trets geogràfics que sovint constitueixen fronteres naturals són:
- Oceans: els oceans creen fronteres naturals molt costoses. Molt pocs països abasten més d'un continent. Només els estats molt grans i rics en recursos són capaços de suportar els costos de la governança a través dels oceans durant períodes més llargs.

- Rius: algunes fronteres polítiques s'han formalitzat al llarg de les fronteres naturals formades pels rius. Alguns exemples són: el riu Niàgara (Canadà-EUA), el riu Grande (Mèxic-EUA), el Rin (França – Alemanya) i el Mekong (Tailàndia-Laos). Si es vol una línia precisa, sovint es dibuixa al llarg de la thalweg, la línia més profunda al llarg del riu. A la Bíblia en hebreu, Moisès va definir el centre del riu Arnon com la frontera entre Moab i les tribus israelites que s'establien a l'est del Jordà.[9] El Tribunal Suprem dels Estats Units va dictaminar el 1910 que la frontera entre els estats nord-americans de Maryland i Virgínia Occidental és la riba sud del riu Potomac.
- Llacs: els llacs més grans creen fronteres naturals. Un exemple és la frontera natural creada pel llac Tanganyika, amb la República Democràtica del Congo i Zàmbia a la seva costa oest i Tanzània i Burundi a l'est.
- Boscos: selves denses o boscos poden crear fortes fronteres naturals. Un exemple de frontera amb bosc natural és la selva amazònica, que separa Brasil i Bolívia de Perú, Colòmbia, Veneçuela i Guyana.

- Serralades: les investigacions sobre fronteres suggereixen que les muntanyes tenen efectes especialment forts com a fronteres naturals. Moltes nacions d'Europa i Àsia han definit les seves fronteres polítiques al llarg de les serralades, sovint al llarg d'una fractura de drenatge.

Al llarg de la història, els avenços tecnològics han reduït els costos de transport i comunicació a través de les fronteres naturals. Això ha reduït la importància de les fronteres naturals amb el pas del temps. Com a resultat, les fronteres polítiques que s'han formalitzat més recentment, com les d'Àfrica o les Amèriques, s'ajusten normalment a les fronteres naturals que les fronteres molt antigues, com les d'Europa o Àsia.